# Municipio de Lincoln (condado de Cuming)
El municipio de Lincoln (en inglés: Lincoln Township) es un municipio ubicado en el condado de Cuming en el estado estadounidense de Nebraska. En el año 2010 tenía una población de 199 habitantes y una densidad poblacional de 2,14 personas por km².

## Geografía
El municipio de Lincoln se encuentra ubicado en las coordenadas 41°47′19″N 96°57′32″O / 41.78861, -96.95889. Según la Oficina del Censo de los Estados Unidos, el municipio tiene una superficie total de 93.2 km², de la cual 93,16 km² corresponden a tierra firme y (0,03 %) 0,03 km² es agua.

## Demografía
Según el censo de 2010, había 199 personas residiendo en el municipio de Lincoln. La densidad de población era de 2,14 hab./km². De los 199 habitantes, el municipio de Lincoln estaba compuesto por el 98,99 % blancos, el 1,01 % eran de otras razas. Del total de la población el 1,51 % eran hispanos o latinos de cualquier raza.